# Leendert Viervant
Ifjabb Leendert Viervant (hollandul: Leendert Viervant de Jonge) (Arnhem, 1752. március 5. – Amszterdam, 1801. július 4.) holland építész, belsőépítész.

## Életútja
Viervant családjában nagy hagyománya volt az építész szakmának, a bútorkészítésnek és a kőművességnek. Apja, Hendrik Viervant a bútorkészítő és kőműves idősebb Leendert Viervant fia volt. Catharina Maria Ottent, a neoklasszicista tervező, Jacob Otten Husly húgát vette feleségül. Hendrik testvére, Anthonie Viervant szintén bútortervező volt, fia, Roelof Viervant pedig kerti pavilonok és homlokzatok tervezésével foglalkozott. Így családjának szinten minden tagja hozzájárult a 18. századi Hollandia építészeti örökségéhez.
E családi háttérnek köszönhetően az ifjú Leendert kellő szakmai tapasztalatot szerezhetett. Arnhemben született és nagybátyjánál, Huslynál tanulta ki az építészetet. 1768-ban belépett az amszterdami kőművesek céhébe. Egy Amstel-parti házban élt, később pedig a Hoge Sluis szomszédságába költözött át. 1791-ben tartozásai miatt mindenét elárverezeték, de végül sikerült kiegyeznie hitelezőivel. Nagybátyja, Husly szerint a fiatal Leendert nem tudott ügyelni a pénzére és kicsapongó életet élt. 1798-ban az amszterdami városi közmunkák tanácsának három igazgatójának egyike lett, miután elődje az Orange-ház támogatása miatt távozni kényszerült.

## Munkássága
Viervant számos épületet tervezett Hollandia különböző részein. Nagybátyja — a neoklasszicista építész tanítványaként — ugyanezt, abban az időszakban nagyon divatos irányzatot követte. Rövid idővel azután, hogy 1768-ban csatlakozott az amszterdami kőműves céhhez, megrendelést kapott az Oude Kerk fenntartóitól egy kémény megtervezésére, pontosabban „egy bardigliói márvánnyal borított, üreges stílusú kémény és díszítése megtervezésére 180 guldenért” (Bardiglio Marmere schoosteenmantel met holle stijlen en ornament in het midden voor f 180). 1772 és 1776 között a weespi városháza tervein dolgozott.
1779-ben a Teylers Stichting kérte fel a Teylers Múzeum ovális termének, valamint a csillagvizsgálónak a megtervezésére.Ez a terem a legrégebbi, ennek a felépítésével indult a múzeum története 1784-ben. Itt felhasználhatta a családjának bútorkészítői hagyományait is, hiszen megtervezte többek között az ovális terem és a nagy elektrosztatikus generátor helyiségének a bútorzatát. Az ovális termet úgy tervezték, hogy az eredeti kollekció egésze elhelyezhető legyen benne. A mennyezeten látható tizenhat stukkó a különböző gyűjtési területeket jelképezi. A faliszekrényekben álltak a különböző műszerek. A terem közepén tárlók sora húzódik, amelyekben az ásványgyűjtemény legszebb példányait helyezték el. Ezek még ma is a 18. századi francia tudós, René Just Haüy – ma már meghaladott – rendszere szerint vannak elhelyezve, hogy ez is tükrözze a tudomány akkori állását. Az ovális terem függönyei mögötti polcokon található a könyvgyűjtemény nagy része.
Ezen felül a leendő múzeum belső kialakításának jelentős része is az ő munkája. A Teylers Múzeum kialakításakor a nagy elődök és példaképek, François de Neufforge, Michelangelo és Artus Quellinus építészek terveire alapozott. Munkájáért 9500 guldent kapott és ezáltal Hollandia egyik legjobban fizetett építésze lett. Nagybátyja, Husly is hozzájárult a Teylers Múzeum ovális termének kialakításához, ő festette a mennyezetet díszítő freskókat. Ezen felül más alapítványi épület tervezésében is részt vett Haarlemben, többek között a Teylers Hofje kialakításában is. A Teylers Hofje régensi szobájában látható Wybrand Hendricks festménye, amely a Teylers Stichting első öt kurátorát ábrázolja a könyvelő Koenraad Hovens és az építész Leendert Viervant társaságában.
1787-ben megtervezte az amszterdami Kalverstraat 8. szám alatti épületet egy hazafias szervezet számára, de az építkezés hamar leállt a szervezet betiltása miatt. Ez azonban nem jelenti azt, hogy aktív részese lett volna a hazafias köröknek, akiknek köszönhetően később a „városi közmunkák tanácsának” tagja lett.
Valószínűleg az ő tervei alapján készült el az amszterdami Oude Kerk déli bejárata is.

## Általa tervezett épületek

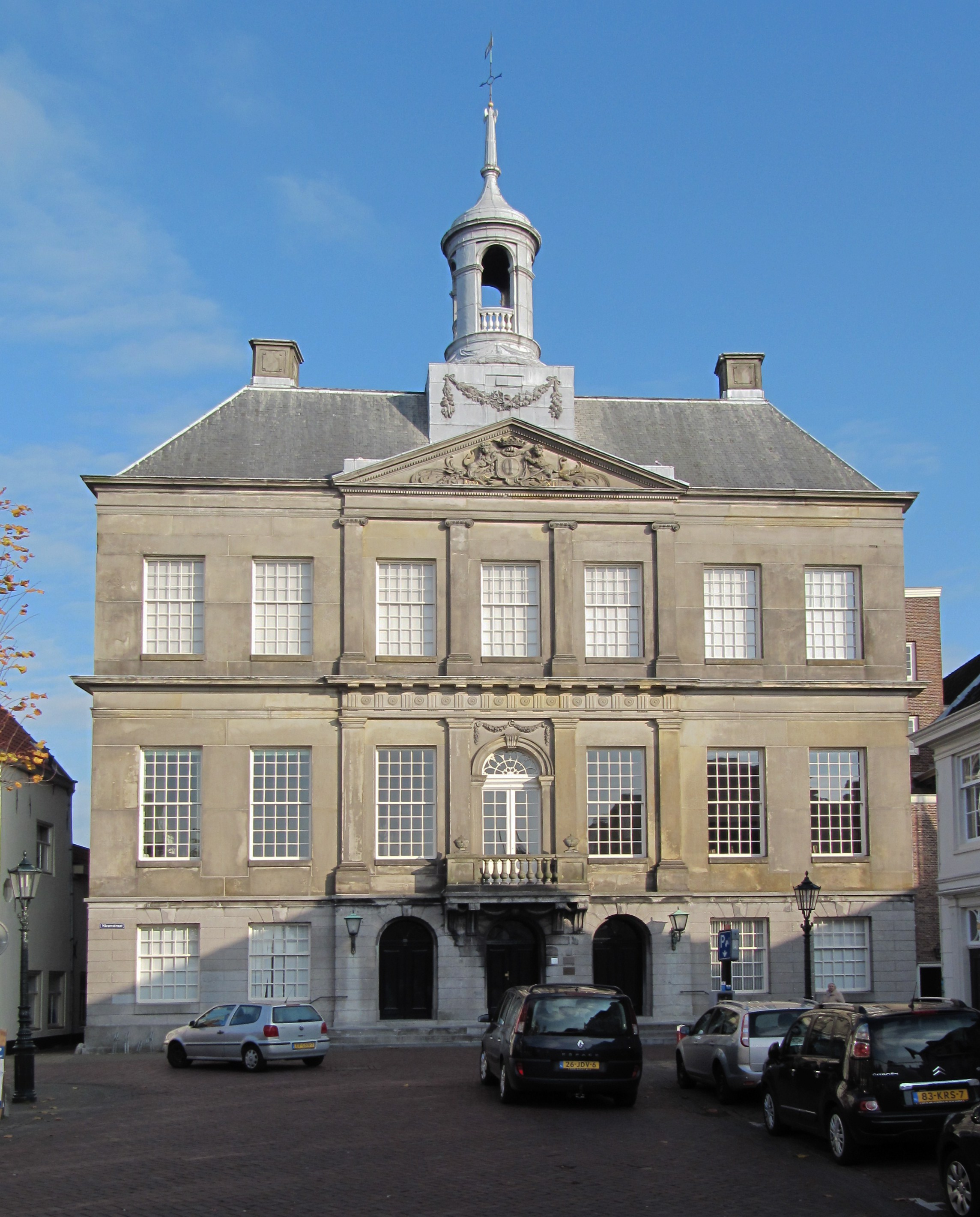
Weespi városháza
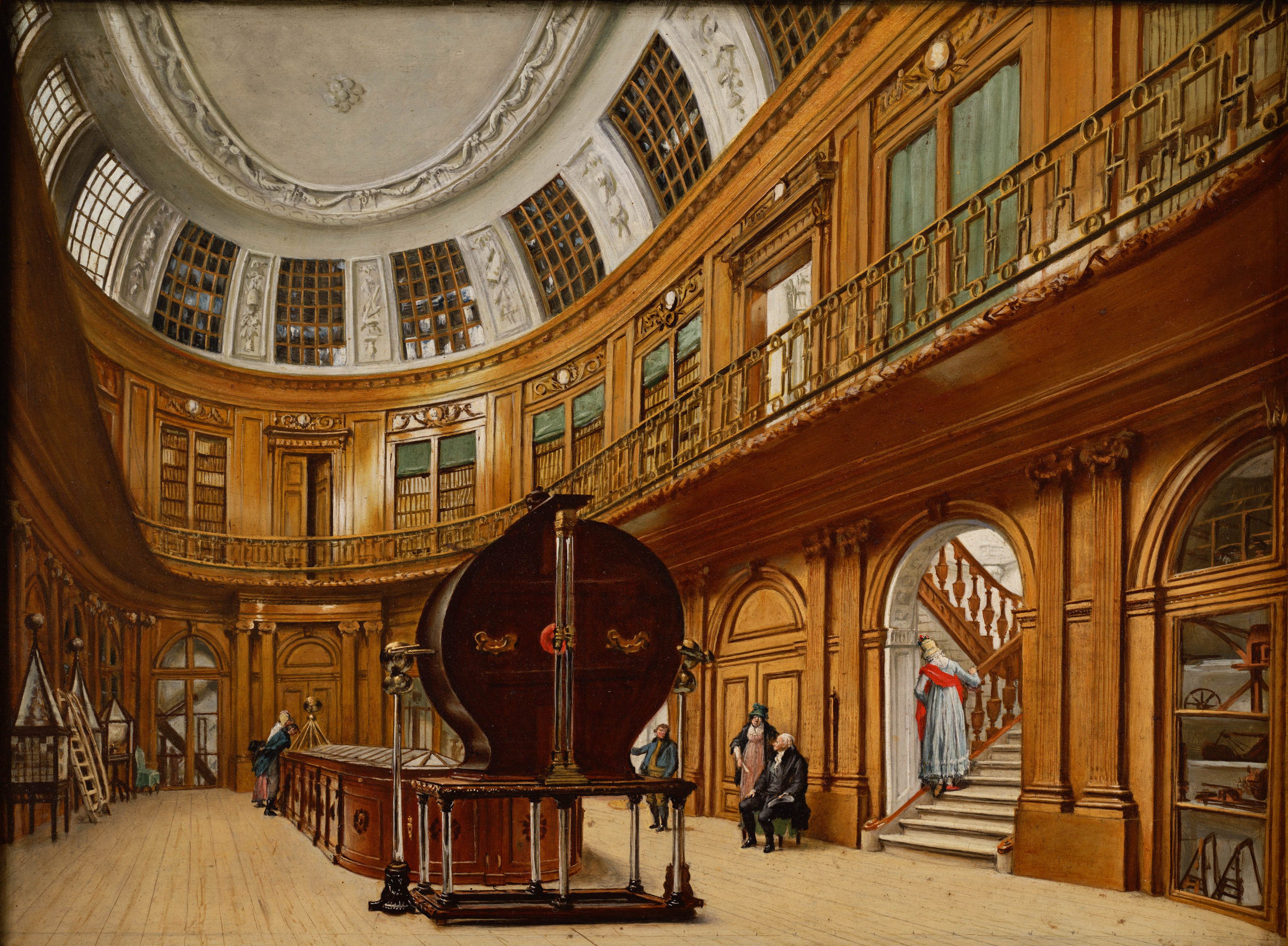
A Teylers Múzeum ovális terme
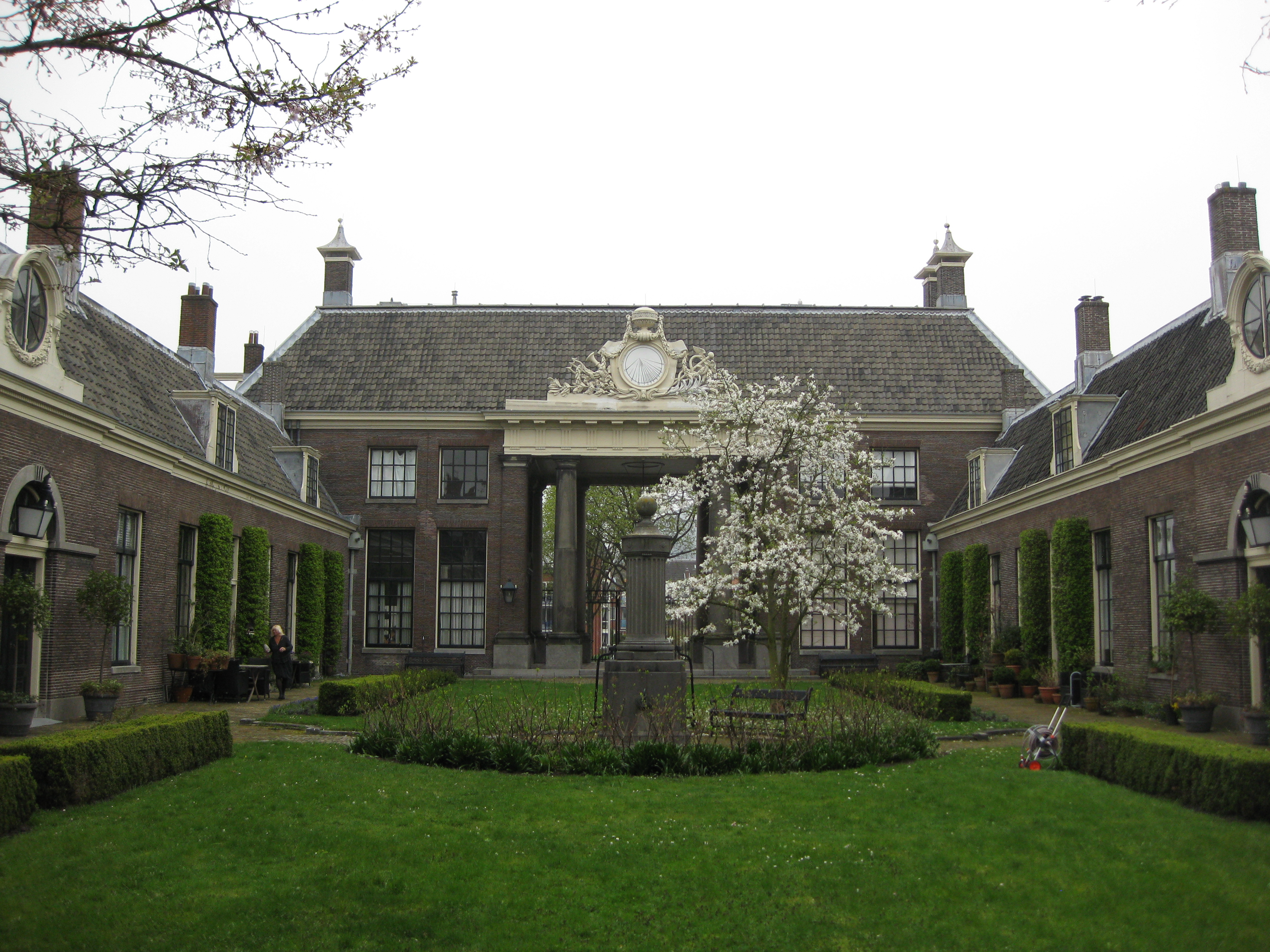
Teylers Hofje

## Fordítás
- Ez a szócikk részben vagy egészben  a   Leendert Viervant the Younger című angol Wikipédia-szócikk ezen változatának fordításán alapul.  Az eredeti cikk szerkesztőit annak laptörténete sorolja fel. Ez a jelzés csupán a megfogalmazás eredetét és a szerzői jogokat jelzi, nem szolgál a cikkben szereplő információk forrásmegjelöléseként.